# Andoni López de Abetxuko
Andoni López de Abetxuko Jiménez (Salvatierra, 3 augustus 1999) is een Spaans wielrenner die in 2023 prof werd bij Euskaltel-Euskadi.

## Carrière
In augustus 2022 nam López de Abetxuko, als stagiair bij Caja Rural-Seguros RGA, deel aan de Ronde van Portugal. In de vierde etappe sprintte hij, achter João Matias en Scott McGill, naar de derde plaats.
In 2023 werd López de Abetxuko prof bij Euskaltel-Euskadi. In dat seizoen verzamelde hij meerdere ereplaatsen in massasprints in onder meer de Ronde van het Qinghaimeer en de Ronde van Portugal, maar tot een overwinning kwam het niet.

## Ploegen
- 2022 –  Caja Rural-Seguros RGA (stagiair vanaf 1 augustus)
- 2023 –  Euskaltel-Euskadi
- 2024 –  Euskaltel-Euskadi
- 2025 –  Euskaltel-Euskadi

Amezqueta · Aular · Bagües · Barceló · Barrenetxea · Calle · Cepeda · Cuadros · Etxeberria · García · González · Johnston · Lastra · Leitão · Martín · Murguialday · Nicolau · Nieve · Pira · Prades ·Schlegel  · Balderstone (stagiair) · López de Abetxuko (stagiair) · López (stagiair)
E. Azparren · X. Azparren · Azurmendi · Ballarin · Berasategi · Bizkarra · Bou · Canal · Cuadrado · Etxeberria · Goikoetxea · Iribar · Isasa · Iturria · Juaristi · Lobato · López de Abetxuko · Martín · Maté ·  Soto
Aberasturi · Alustiza · Azparren · Azurmendi (tot 15/4) · Berasategi · Bizkarra · Bonillo · Bou · Cañellas · Cuadrado · de la Parte · Etxeberria · Fouché · Isasa · Iturria · Juaristi · López de Abetxuko · Martín · Maté · Mintegi · Zubeldia · Ganzabal (stagiair)